# Paciños (Allariz)
Paciños es un lugar situado en la parroquia de Requeixo de Valverde, del concello de Allariz, en la provincia de Orense, Galicia, España.